# Fabricación de papel

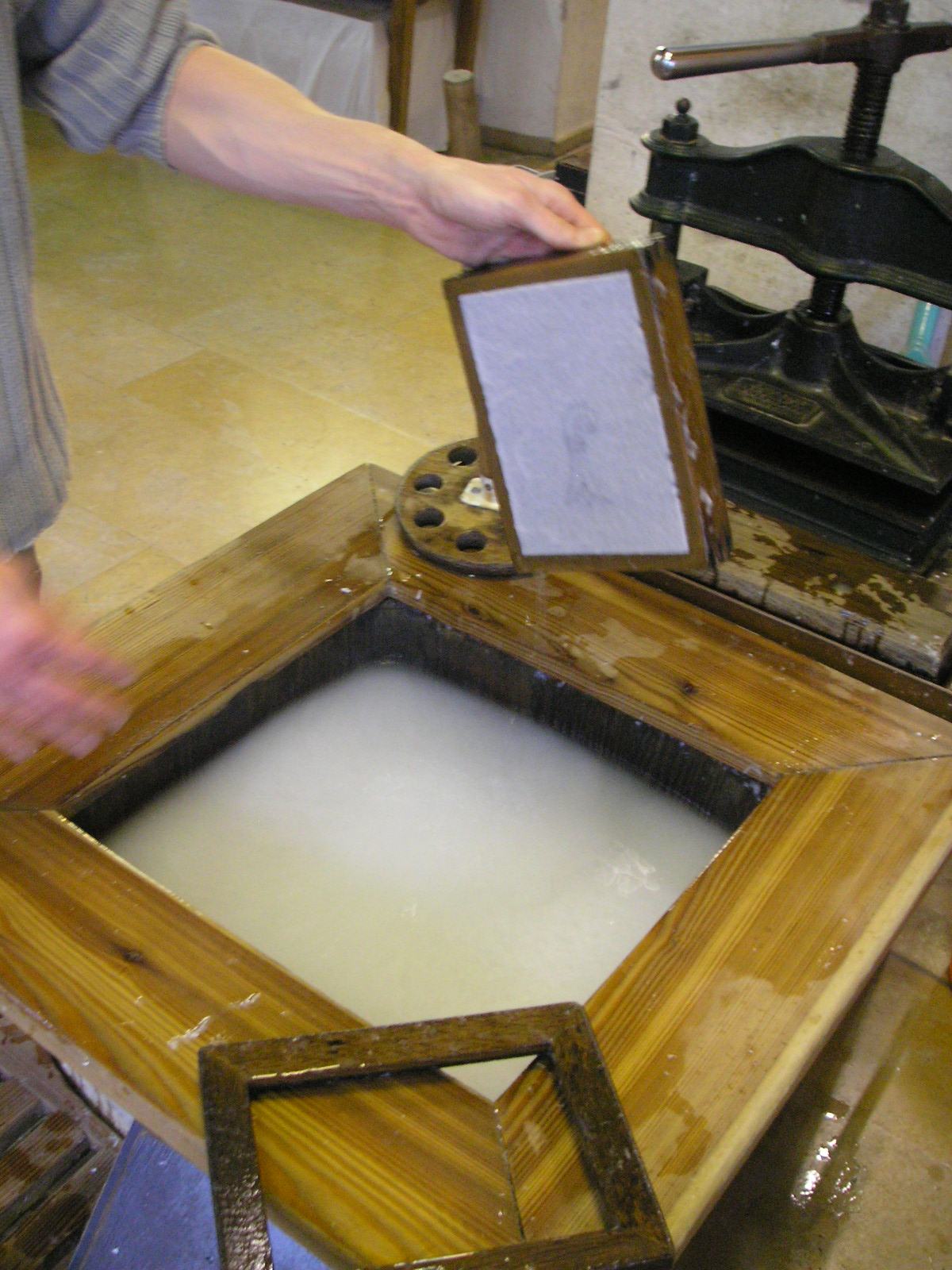
Una lámina de fibras que se acaba de recoger de la suspensión líquida con untamiz. Los siguientes pasos son prensarla y secarla.

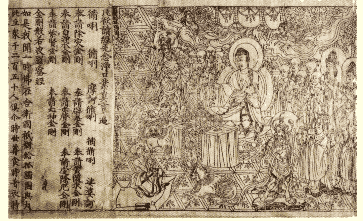
El Sutra del Diamante de la Dinastía Tang de China, el libro impreso fechado más antiguo del mundo, encontrado en Dunhuang (datado en el año 868).

La fabricación de papel es el proceso necesario para producir papel y cartón, materiales ampliamente utilizados para imprimir, escribir y empaquetar, entre muchos otros fines. Hoy en día, la industria papelera concentra la práctica totalidad de su consumo masivo, aunque el papel hecho a mano sobrevive como una artesanía especializada y un medio de expresión artística.
Para confeccionar manualmente una hoja de papel, se utiliza una suspensión diluida que consiste principalmente en fibras de celulosa separadas en agua que se filtra y escurre mediante un tamiz, de modo que se deposita una capa de fibras entretejidas al azar. El agua se elimina aún más de la hoja sometiéndola a presión, a veces con la ayuda de succión o vacío, o de calentamiento. Una vez completado el secado, se consigue una hoja de papel generalmente plana, uniforme y resistente.
Antes de la invención y la adopción generalizada actual de maquinaria automatizada, todo el papel era fabricabicado a mano hoja a hoja por trabajadores especializados. Incluso hoy en día, sigue habiendo artesanos que fabrican papel a mano utilizando herramientas y tecnologías bastante similares a las que existían hace cientos de años, desarrolladas originalmente en China y otras regiones de Asia, o modificadas posteriormente en Europa. El papel hecho a mano sigue siendo apreciado por su singularidad distintiva y la habilidad artesanal involucrada en la fabricación de cada hoja, en contraste con el mayor grado de uniformidad y perfección a precios más bajos que se logra en los productos industriales.
La fabricación industrial de papel sigue siendo una actividad consecuencias medioambientales, debido a su uso de productos químicos agresivos, su necesidad de grandes cantidades de agua y los riesgos de contaminación resultantes, así como por la pérdida de la fijación de carbono causada por la deforestación que genera la tala de los árboles utilizados como fuente principal de pulpa de celulosa. El papel producido con otras fibras, siendo el algodón la más común, tiende a tener un valor más alto que el papel a base de madera.

## Historia

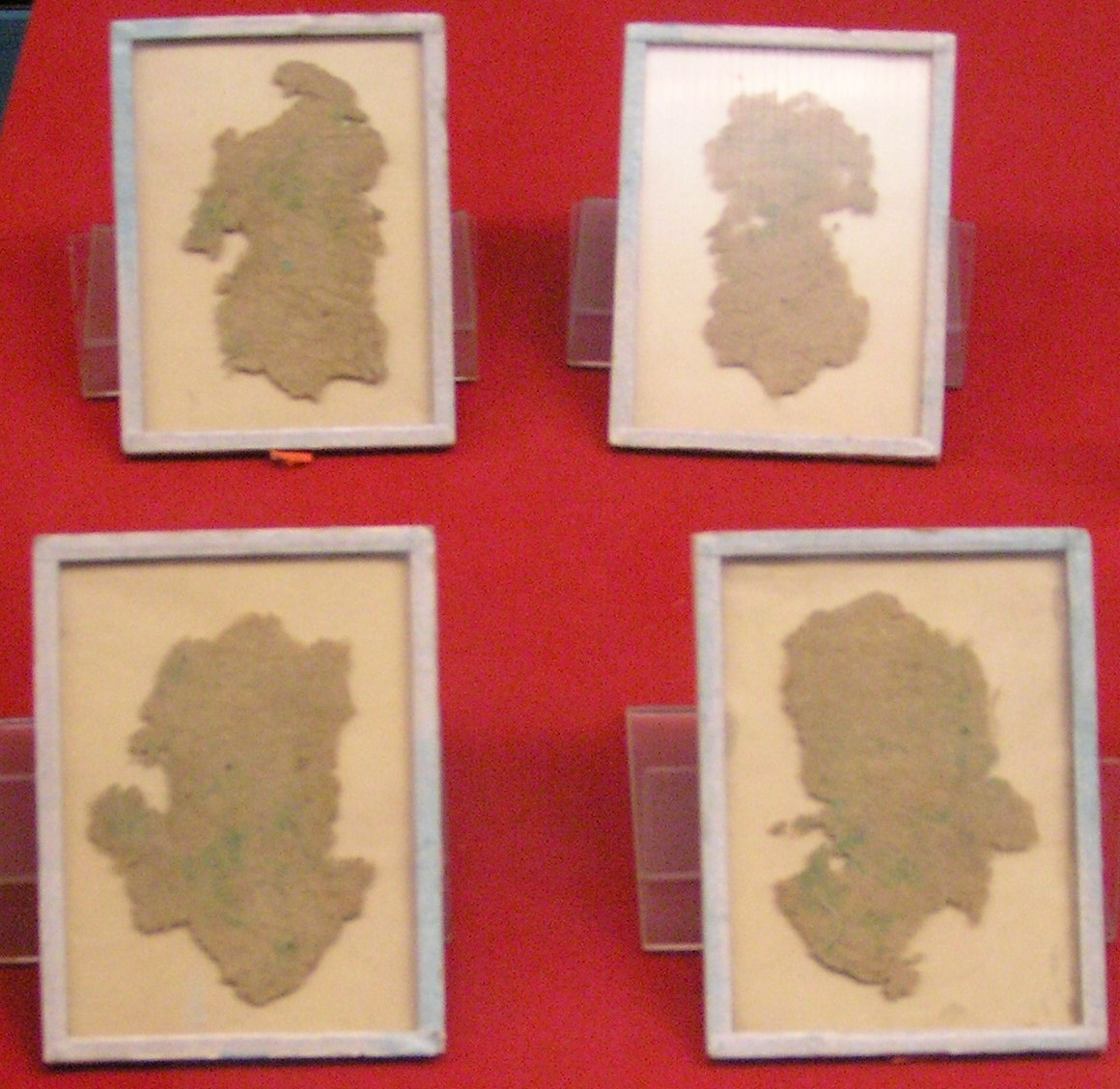
Antiguo papel de cáñamo de Xi'An, fechado al menos en el 87 a. C.

El papel de cáñamo se había utilizado en la antigua China como envoltorio y material de relleno desde el siglo VIII a. C. Por su parte, el papel con escritos chinos legibles data del año 8 a. C.
Su invención se atribuye tradicionalmente a Cai Lun, un funcionario adjunto a la corte imperial durante la dinastía Han (202 a. C. - 220 d. C.), que se dice que inventó el papel alrededor del año 105 d. C. usando corteza de morera y otras fibras leñosas junto con redes de pesca, trapos viejos y desechos de cáñamo. El papel utilizado como medio de escritura se había generalizado en el siglo III y, en el siglo VI, también comenzó a emplearse el papel higiénico en China.
Durante la dinastía Tang (618–907 d. C.), el papel se doblaba y cosía en bolsitas cuadradas para conservar el sabor del té, mientras que la dinastía Song (960–1279 d. C.) se convirtió en el primer gobierno en emitir dinero impreso en papel.
En el siglo VIII, la fabricación de papel se extendió al mundo islámico, donde se perfeccionó el proceso y se diseñó maquinaria para la fabricación a granel. La producción comenzó en Samarcanda, Bagdad, Damasco, El Cairo, Marruecos y luego en Al-Ándalus. En Bagdad, la fabricación de papel estaba bajo la supervisión del gran visir Ja'far ibn Yahya. Los musulmanes inventaron un método para hacer hojas de papel más gruesas. Esta innovación ayudó a transformar la fabricación de papel de un arte a una industria importante. El primer uso de molinos hidráulicos en la producción de papel, específicamente el uso de molinos de pulpa para preparar las fibras de celulosa para la fabricación de papel, se remonta a Samarcanda en el siglo VIII. Las primeras referencias a fábricas de papel también provienen del mundo islámico medieval, donde los geógrafos árabes las utilizaron por primera vez en el siglo IX en Damasco.
La fabricación de papel en Asia de forma tradicional emplea las fibras internas de la corteza de las plantas. Esta fibra se remoja, hierve, enjuaga y tradicionalmente se bate a mano para formar la pulpa de papel. Las fibras largas se colocan en capas para formar hojas de papel resistentes y translúcidas. En Asia oriental, las tres fibras tradicionales son el agapá, la morera y el gampi. En el Himalaya, el papel lokta se elabora a partir de la planta conocida como lokta o daphne. Hoy en día, este papel se usa para caligrafía, impresión, libros artísticos y trabajos tridimensionales, incluido el origami. En otros países del sudeste asiático, los elefantes son alimentados con una gran cantidad de productos con gran cantidad de almidón para que sus heces también puedan usarse para hacer papel. Esto se puede encontrar en los campamentos de preservación de elefantes en Myanmar, donde el papel se vende para financiar su mantenimiento.
En Europa, se desarrollaron moldes con alambre metálico, y características como la filigrana estaban bien establecidas sobre el año 1300, mientras que los tejidos de cáñamo y de lino eran la principal fuente de pulpa, aunque finalmente se impuso el algodón después de que las plantaciones del sur empezaran a producirlo en grandes cantidades. La fabricación de papel originalmente no era popular en Europa debido a que no tenía muchas ventajas sobre el papiro y el pergamino. No fue hasta el siglo XV, con la invención de la imprenta de tipos móviles, cuando muchas fábricas de papel entraron en producción y esta actividad se convirtió en una industria.
La fabricación de papel moderna comenzó a principios del siglo XIX en Europa con el desarrollo de la máquina de Fourdrinier, que produce un rollo de papel continuo en lugar de hojas individuales. Estas máquinas, de gran tamaño, en algunos casos son capaces de producir bobinas de papel que contienen 150 metros de largo y 10 metros de ancho, a una velocidad de 100 km/h. En 1844, el canadiense Charles Fenerty y el alemán F.G. Keller habían inventado la máquina y el proceso asociado para utilizar pulpa de madera en la fabricación de papel. Esta innovación puso fin a casi 2000 años del uso de subproductos textiles y supuso el comienzo de una nueva era para la producción de papel prensa y, finalmente, casi todo el papel se hizo a partir de pulpa de madera.

## Fabricación manual de papel

Xilografías representando los cinco pasos seminales en la antigua fabricación de papel china. Imágenes del Tiangong Kaiwu de la dinastía Ming (1637).

La fabricación de papel, independientemente de su escala, implica hacer una suspensión diluida de fibras vegetales en agua, denominada "suministro", y obligar a esta suspensión a ser filtrada a través de un tamiz para producir una estera de fibras entretejidas. El agua se elimina de esta estera de fibras usando una prensa.
El método de fabricación manual de papel ha cambiado muy poco con el paso del tiempo, a pesar de los avances tecnológicos. Se puede generalizar en cinco pasos:
1. Separación de la fibra útil del resto de materias primas (por ejemplo, celulosa de madera, algodón, etc.)
2. Batido de la fibra hasta convertirla en pulpa
3. Ajuste del color, propiedades mecánicas, químicas, biológicas y de otro tipo del papel mediante la adición de premezclas químicas especiales
4. Tamizado de la solución resultante
5. Prensado y secado para obtener el papel[16]

El tamizado de la fibra consiste en utilizar una malla hecha de un material inerte y resistente a la corrosión, como el latón, el acero inoxidable o una fibra sintética, que se coloca sobre un molde de papel (un marco de madera similar al de una ventana). El tamaño del papel se rige por el área abierta del marco. Luego, el molde se sumerge completamente en la materia prima, se saca, se agita y se drena, formando una capa uniforme sobre el tamiz. Luego se elimina el exceso de agua, y la estera de fibra todavía mojada se coloca sobre un paño húmedo o fieltro en un proceso llamado "recubrimiento". El proceso se repite para el número requerido de hojas. Esta pila de pliegos húmedos se commprime a continuación mediante una prensa hidráulica. Luego, la fibra todavía bastante húmeda se seca utilizando distintos métodos, como el secado al vacío o simplemente el secado al aire. A veces, la lámina individual se enrolla para aplanar, endurecer y refinar la superficie. Finalmente, el papel se corta a la forma deseada o a la forma estándar (A4, carta, legal, etc.) y se empaqueta.
El marco de madera se denomina en inglés deckle, y deja los bordes del papel ligeramente irregulares y ondulados, uno de los indicios de que el papel fue hecho a mano. Hoy en día, en ocasiones, se imita mecánicamente el papel con bordes irregulares para crear la impresión de un lujo pasado de moda. Las impresiones en el papel causadas por los hilos del tamiz que se extienden lateralmente se denominan "líneas tendidas" y las impresiones realizadas, generalmente de arriba abajo, por los hilos que mantienen unidos los hilos laterales de la rejilla del tamiz se denominan "líneas de cadena". Las filigranas se crean tejiendo un diseño en los hilos del tamiz. El papel hecho a mano generalmente se pliega y rasga de manera más uniforme según las líneas de la malla del tamiz.
El papel hecho a mano también se prepara en laboratorios con el fin investigar y mejorar el proceso, y en las papeleras industriales para comprobar la calidad del proceso de producción. Las "hojas fabricadas a mano" de acuerdo con la norma  TAPPI T 205 son hojas circulares de 15,9 cm (6,25 pulgadas) de diámetro y se someten a ensayos para determinar las características del papel, como el brillo, la resistencia y el grado de encolado.

## Fabricación industrial de papel

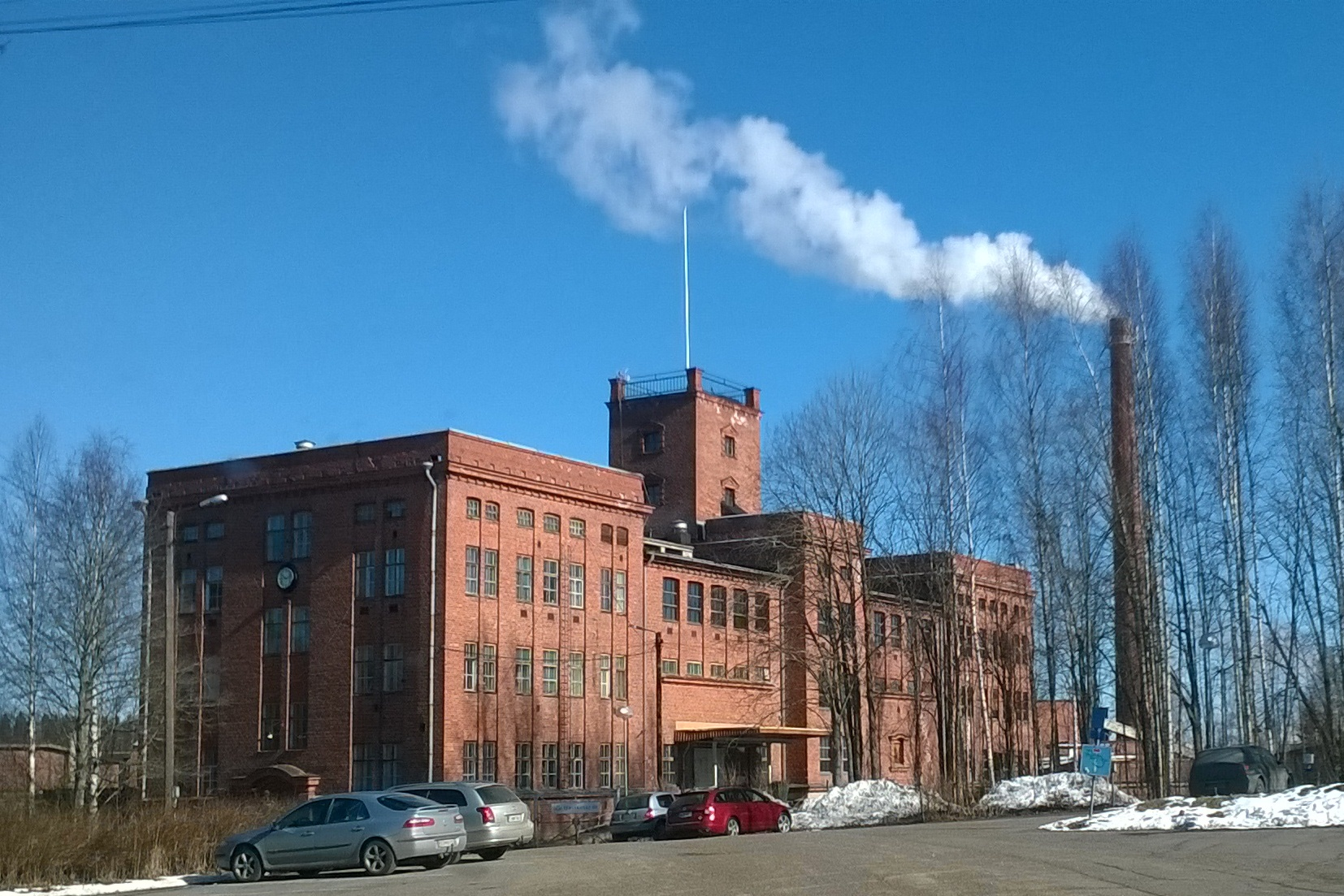
Fábrica de Papel Tervakoski en Tervakoski, Janakkala, Finlandia.

Una fábrica de papel moderna se divide en varias secciones, que corresponden aproximadamente a los procesos involucrados en la fabricación del papel hecho a mano. La pulpa se refina y se mezcla en agua con otros aditivos para hacer una suspensión. La caja de entrada de la máquina de producir papel (máquina de Fourdrinier) distribuye la pasta en un tamiz continuo móvil, el agua se drena de la pasta (por gravedad o al vacío), la hoja de papel húmeda pasa por prensas y se seca, y finalmente se enrolla en grandes bobinas, que a menudo pesan varias toneladas.
Otro tipo de máquina de producir papel, inventada por John Dickinson en 1809, utiliza un molde cilíndrico que gira mientras está parcialmente sumergido en una tina de pulpa diluida. La pulpa es recogida por la malla de alambre y cubre el molde a medida que sale de la cuba. Un rodillo presioa el molde para alisar la pulpa recogida, y se separa la lámina húmeda del cilindro.

## Fabricantes de papel notables
Si bien la fabricación de papel se consideró durante mucho tiempo una profesión que permitía ganarse la vida, el término "fabricantes de papel notables" a menudo no se limita estrictamente a aquellos que realmente fabrican papel. Especialmente en el campo de la fabricación manual de papel, actualmente se produce una superposición de ciertos célebres practicantes de la producción artesana de papel con sus otras actividades artísticas, mientras que en el ámbito académico el término puede aplicarse a quienes realizan investigaciones, educación o conservación de libros y objetos de papel. En el campo industrial tiende a superponerse con la ciencia, la tecnología y la ingeniería, y a menudo con la gestión del propio negocio de la celulosa y el papel.
Algunos papeleros conocidos y reconocidos han encontrado fama en otros campos, hasta el punto de que su experiencia en la fabricación de papel está casi olvidada. Uno de los ejemplos más notables podría ser el de los primeros humanos que lograron volar, los Hermanos Montgolfier, cuando apenas se menciona la fábrica de papel que era propiedad de su familia. Los globos jugaron un papel relevante en su éxito, al igual que probablemente su familiaridad con este material ligero y fuerte.
Los inventores clave incluyen a James Whatman, Henry Fourdrinier, Heinrich Voelter y Carl Daniel Ekman, entre otros.
A mediados del siglo XIX, la fabricación de papel a mano prácticamente desapareció en los Estados Unidos como actividad comercial. En 1912, Dard Hunter, impresor y editor de libros exclusivos, había restablecido el oficio de confeccionar papel fino a mano, pero en la década de 1930 el interés por el oficio se había vuelto a perder. Cuando el artista Douglass Howell regresó a la ciudad de Nueva York después de servir en la Segunda Guerra Mundial, se estableció como estampador de bellas artes y descubrió que el papel necesario escaseaba. Durante las décadas de 1940 y 1950, Howell comenzó a leer los libros de Hunter sobre la fabricación de papel, aprendió sobre la historia del proceso manual, realizó sus propias investigaciones y aprendió todo lo que pudo sobre libros impresos.

## Tamaños de papel
Para obtener información sobre los tamaños de papel, se pueden consultar los artículos siguientes:
- Formato de papel
- Encuadernación

## Asociaciones
- La "International Association of Hand Papermakers and Paper Artists" (Asociación Internacional de Fabricantes de Papel Manual y Artistas del Papel) (IAPMA) es la asociación líder mundial de artistas del papel hecho a mano.[25]